# 하이난 특별행정구

하이난 특별행정구의 위치

하이난 특별행정구(중국어: 海南特別行政區, 한국어: 해남특별행정구)은 1949년부터 1950년까지 존재했던 중화민국의 특별 행정구로 중심 도시는 하이커우시이며 면적은 32,198km2이다. 하이난섬과 난하이 제도를 관할하던 행정 구역이다. 1개 시, 16개 현을 관할했다.
1950년에 중화인민공화국이 하이난섬에 상륙하면서 사실상 폐지되었다. 이후 중화민국은 파라셀 제도(시사 군도)에서도 철수하였고 스프래틀리 군도(난사 군도)와 둥사 군도는 중화민국이 계속 실효지배하면서 명목상 하이난 특별행정구로 남아있었다. 실제로는 군인 이외의 주민이 없어 정부 기능은 사실상 정지되었다. 1974년에 가오슝시로 편입되면서 중화민국 실효 통치 지역상의 특별행정구가 폐지되었다.